# Rebeca López
Rebeca López Leal (Pamplona, 23 de enero de 1937) es una destacada primera actriz de teatro y televisión colombiana.

## Trayectoria
Rebeca López nació en Pamplona, Norte de Santander. Durante su niñez y adolescencia se estableció en España. En su regreso a Bogotá, decidió estudiar “algo de secretaría” y empezó a trabajar como mecanógrafa y asistente en Acerías Paz del Río. Comienza su trayectoria en el teatro de directores como Fausto Cabrera, el privilegio de aprender de personajes del arte como Gaspar Ospina y Seki Sano.
En 1954 cuando se llega la televisión al país empieza a participar en producciones como 'La sombra de un pecado', 'Cartas a Beatriz', 'Dos rostros y una vida', 'El enigma de Diana', 'A puerta cerrada', 'Diario de una enfermera', 'Casa de muñecas', 'Casi un extraño', 'Semáforo en rojo', 'Destino extraño', 'Infame mentira', 'Extraño destino', 'La ninfa constante', 'Aquí también moja la lluvia', 'Dos rostros y una vid'a y 'El 0597' está ocupado,

## Filmografía

### Televisión
- Infieles (2017)
- Sala de urgencias (2015)
- Amo de casa (2013)
- El Capo (2012)[1]
- Mujeres al límite (2011)
- El secretario (2011) - Apolonia de Patequiva
- Tiempo final (2007)
- Floricienta (2006)[2]
- Por amor a Gloria (2005) - Doña Magdalena de Garrido[3]
- Amor de mis amores (2005)
- La venganza (2002)
- Adrián está de visita (2001)
- La elegida (1997)
- Soledad (1995) - Doña Lucrecía Viuda de García
- Te voy a enseñar a querer (1990) - Clementina
- Caridad (1988)
- El Siete Mujeres (1986) -
- La Mala Hierba (1982) - Bernarda Mendoza
- La feria de las vanidades (1975)
- La sombra de un pecado (1970)
- Viaje al pasado (1970)
- Cartas a Beatriz (1969)
- Dos rostros, una vida (1968)
- Casi un extraño (1968)
- El enigma de Diana (1967)
- Diario de una enfermera (1966)
- El 0597 está ocupado (1963)

### Cine
- Roa (2012)
- El olor de las manzanas (1999)
- Un hombre y una mujer con suerte (1992)[4]
- La boda del acordeonista (1985)[5]
- Semáforo en rojo (1964)[6]